# フランソワーズ (DJ)
フランソワーズ（1967年9月14日 - ）は、日本のラジオパーソナリティ、コラムニスト、占い師、講師。広島県広島市出身、在住の日本人。

## 来歴
独身時代はレコード会社に勤務。25歳で結婚し、専業主婦であったが、2003年10月からウェブサイト『ほぼ日刊イトイ新聞』にて「ほめ道をゆく。」の連載を開始。
2005年10月から半年間、中国放送ラジオ『道盛浩のバリシャキNOW』の番組内コーナー「バリシャキ劇場」でラジオデビュー（ドラマ原作・出演など一人で全ての登場人物をこなしていた）。
2006年10月から『フランソワーズのプライベートレッスン』（中国放送ほか5局ネット）のラジオパーソナリティーを務めた。この番組でも自作の原作によるラジオドラマのコーナーがあった。
2006年4月から半年間、広島テレビの番組『テレビ宣言』の金曜討論会パネリストとして出演していたことがある。
2019年4月現在、RCCラジオ『おひるーな』金曜パーソナリティ。

## 出演

### ラジオ
- おひるーな（中国放送）金曜レギュラー[3]

過去の出演
- 道盛浩のバリシャキNOW（中国放送）番組内コーナー「バリシャキ劇場」
- ランソワーズのプライベートレッスン（中国放送ほか5局ネット）
- フランソワーズな午後（FMななみ）

## 著書
- 『ほめ道をゆく。』（2005年8月、ポプラ社）- ウェブサイト「ほぼ日刊イトイ新聞」で連載のコラムの書籍化 ISBN 978-4591087862